# Camilo Aldao
Camilo Aldao é um município da província de Córdova, na Argentina.